# Calle de Velarde (Segovia)
La calle de Velarde es una vía urbana de la ciudad española de Segovia.

## Descripción

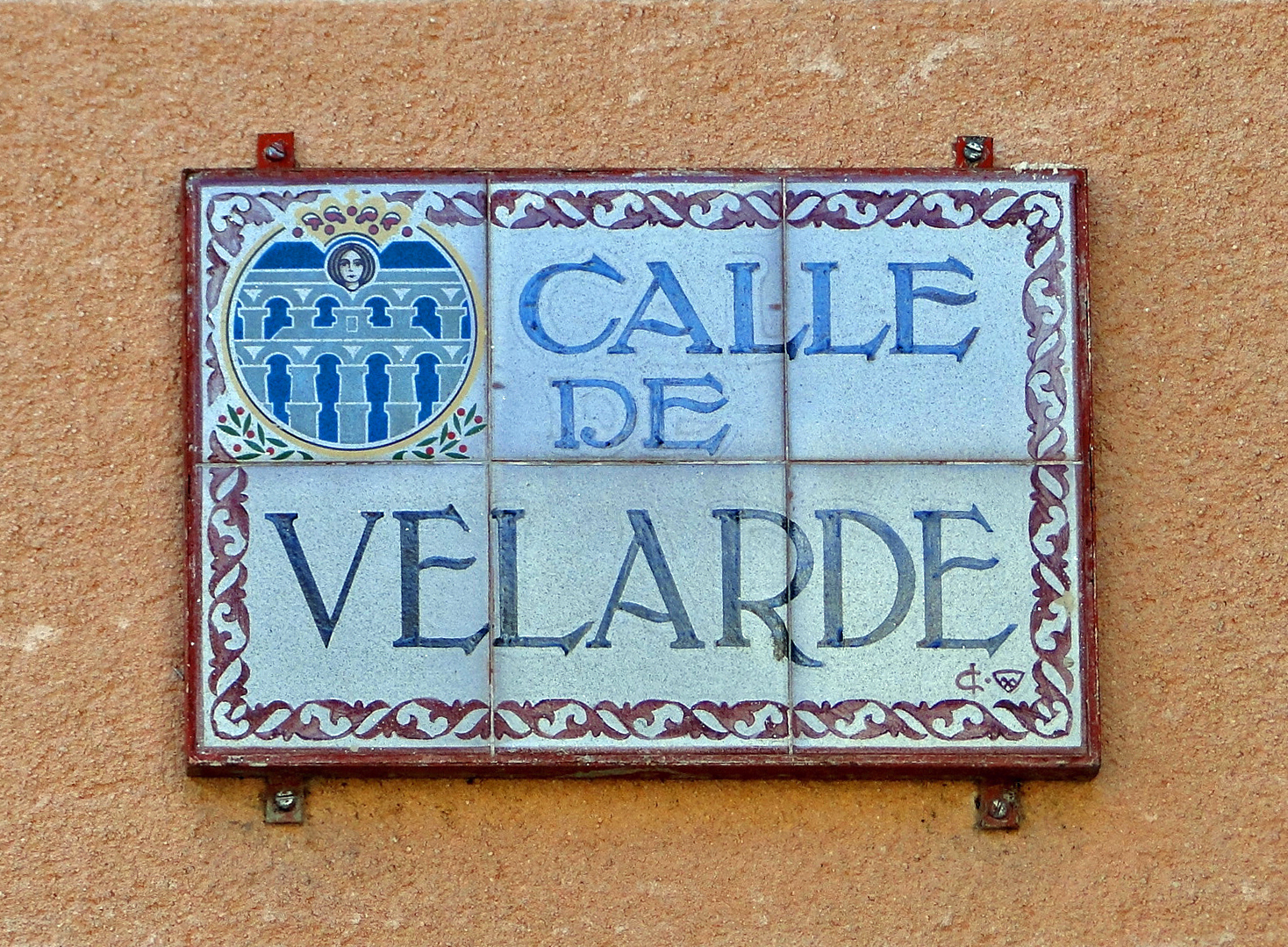
Placa con el nombre de la calle

Está situada entre la calle de las Descalzas y la de Daoiz, a su llegada a la plazuela frente al alcázar de la ciudad. Debe su nombre al militar Pedro Velarde Santillán, muerto en el levantamiento del 2 de mayo en Madrid durante la Guerra de la Independencia y que hizo su carrera  militar en el colegio del alcázar. Saéz Romero lamenta en su obra Las calles de Segovia el cambio de nombre de la calle, a la que antiguamente se llamaba «Canonjía Vieja». A lo largo de su trayecto se encuentra el arco de la Claustra. A comienzos del siglo XX, Mariano Sáez y Romero contaba de ella lo siguiente:

Es una calle solitaria llena de melancolía y veneración que conserva la única puerta que queda de la Claustra, pues las otras tres se derribaron para pasar a la comitiva en las bodas de Felipe II con Ana de Austria.
(Sáez y Romero, 1918, pp. 189-191)